# Großer Kaukasus
Der Große Kaukasus (russisch Большой Кавказ/Bolschoi Kawkas, georgisch დიდი კავკასიონი/Didi Kawkasioni, tschetschenisch Йоккха Кавказ/Jokkcha Kawkas, aserbaidschanisch Böyük Qafqaz Dağları) ist die größte Gebirgskette im Kaukasus. Sein Kamm bildet die Grenze Russlands zu Georgien und Aserbaidschan.

## Ausdehnung
Er ist über 1.100 km lang, bis 160 km breit und vielfach gegliedert. Er erstreckt sich von Ost-Südost nach West-Nordwest zwischen der Halbinsel Abşeron am Kaspischen Meer und der Halbinsel Taman am Schwarzen Meer. Er reicht vom Kaukasischen Naturschutzgebiet bei Sotschi am nordöstlichen Schwarzen Meer fast bis Baku am Kaspischen Meer.

## Gliederung
Ganz im Norden liegt die Kette der bewaldeten Schwarzen Berge (um 600 m hoch). Südlich davon folgt der Weidekamm (1200 bis 1500 m), dann der Felsenkamm (bis 3629 m).
Südlich dieser Ketten unterteilt sich das Gebirge in vier Abschnitte: den westlichen Schwarzmeerkaukasus, auch Pontischer Kaukasus genannt (600 bis 1200 m), den vergletscherten Hochgebirgs-Kaukasus mit den höchsten Gipfeln Elbrus (5642 m), Dychtau (5204 m) und Schchara (5200 m), in der Mitte das Suramigebirge (bis 1926 m) und im Osten den Kaspischen Kaukasus (500 bis 1000 m).
Im regenreichen Westen ist das Gebirge stark bewaldet (bis 1500 m Laubwald, bis 2500 m Nadelwald und oberhalb der Waldgrenze Almen). Der trockenere Osten des Großen Kaukasus ist größtenteils waldlos.

## Verkehrswege
Das Gebirge wird von drei Fernstraßen durchzogen: der Georgischen Heerstraße, der Transkaukasischen Fernstraße und der Ossetischen Heerstraße. Sie spielten eine strategische Rolle bei der Entwicklung der transkaukasischen Beziehungen und bilden unverändert die Hauptverkehrsadern zwischen Russland und den Ländern des südlichen Kaukasus.

## Tierwelt
Durch seine Lage am Übergangsgebiet zwischen Subtropen und gemäßigten Breiten sowie den Höhenunterschieden bietet der Große Kaukasus einer Vielfalt an Tieren Lebensraum.
Im Westen des Gebirgszuges liegt das Kaukasus-Naturreservat, das Teil einer UNESCO-Welterbe-Stätte ist. Im Schutzgebiet leben zahlreiche Großtiere des Westlichen Kaukasus, etwa Westkaukasische Steinböcke, Gämsen, Maralhirsche, Rehe, Wildschweine, Wölfe, Luchse und Wisente. Auch die Wiederansiedlung von Leoparden ist geplant.
Im Zentralteil und im Osten der Gebirgskette kommen Ostkaukasische Steinböcke sowie noch einzelne Leoparden vor. In den trockenen Arealen südöstlich der Hauptkette leben darüber hinaus Kropfgazellen.

## Höchste Erhebungen
- 5642 m, Elbrus
- 5204 m, Dychtau
- 5200 m, Schchara
- 5051 m, Dschanga
- 5047 m, Kasbek
- 4978 m, Kjukjurtlju
- 4860 m, Schota Rustaweli
- 4859 m, Gistola
- 4858 m, Tetnuldi
- 4737 m, Uschba
- 4493 m, Tebulosmta
- 4466 m, Bazardüzü
- 4285 m, Diklosmta
- 4200 m, Pik Schewtschenko
- 4046 m, Dombai-Ulgen
- 3660 m, Sarıdağ
- 3629 m, Babadag
- 3238 m, Chugush

## Pässe
(Ost nach West)
- Dübrar-Pass (2209 m, Piste) 40° 58′ N, 48° 38′ O
- Darialschlucht (1204 m) 42° 45′ N, 44° 37′ O
- Kreuzpass (Krestowy-Pass, 2379 m, Georgische Heerstraße) 42° 30′ N, 44° 27′ O
- Roki-Tunnel (Transkaukasische Fernstraße) 42° 37′ N, 44° 6′ O, früher Roki-Pass (2995 m, ehemals Fahrweg, nicht unterhalten) 42° 37′ N, 44° 8′ O
- Mamisson-Pass (2820 m, Ossetische Heerstraße, nicht unterhalten) 42° 42′ N, 43° 48′ O[2]
- Kluchorpass (2786 m, ehemals Fahrweg, nicht unterhalten) 43° 15′ N, 41° 52′ O
- Maruch-Pass (2748 m, keine Straße) 43° 22′ N, 41° 23′ O
- Adsapsch-Pass (2497 m, keine Straße) 43° 27′ N, 40° 54′ O